# Conflictos ambientales en Chile
Los conflictos ambientales en Chile se refieren a los más de 130 conflictos socioambientales registrados en el "Mapa de Conflictos Socioambientales en Chile", proyecto del Instituto Nacional de Derechos Humanos iniciado en el año 2012 con el objetivo de catastrar, desde una perspectiva de derechos humanos, las disputas de índole ambiental que tienen o han tenido lugar en el país. Los casos ingresados cumplen con los criterios de verificación definidos por el mismo ente institucional (delimitación, partes no difusas, esfera pública, sostenibilidad en el tiempo y medios de verificación) y cuentan con información sobre las circunstancias en las que se desencadenan, las partes involucradas, los territorios donde ocurren, los derechos humanos involucrados y las trayectorias que van tomando a lo largo del tiempo. Los conflictos se encuentran en distintos estados (activos, latentes y cerrados) y se asocian a diversos sectores productivos, como energía, minería, saneamiento ambiental, forestal, pesquerías, salmonicultura y agroindustria, entre otros.
Según este catastro, la región de Valparaíso, en la zona central de Chile, concentra la mayor cantidad de conflictos ambientales del país, con 21 conflictos de un total de 131.
El mapa se actualiza permanentemente, y las personas, comunidades o entidades interesadas en proveer información sobre los conflictos socioambientales catastrados, así como de nuevas disputas de índole ambiental, pueden enviar los antecedentes al INDH.

## Concepto de Conflicto Socioambiental
El catastro emplea la conceptualización de conflictos ambientales establecida por el INDH, con el apoyo de especialistas, en el Informe Anual 2012 sobre la situación de los derechos humanos en Chile. En este informe los conflictos socioambientales se definen como:

"disputas entre diversos actores –personas naturales, organizaciones, empresas públicas y privadas, y el Estado–, manifestadas públicamente y que expresan divergencias de opiniones, posiciones, intereses y planteamientos de demandas por la afectación (o potencial afectación) de derechos humanos, derivada del acceso y uso de los recursos naturales, así como por los impactos ambientales de las actividades económicas".

Es una situación que involucra a agrupaciones ciudadanas, ambientalistas, y/o comunidades locales y de pueblos originarios frente a megaproyectos significativos. Estos conflictos no solo son extractivistas, sino que también productivistas. Las comunidades locales se oponen a la degradación de sus territorios, bienes comunes y las amenazas a sus formas de vida.
El conflicto socioambiental, también es político y territorial, pues la lucha de las comunidades por defender sus hábitats se da a nivel local, en las discusiones de oficinas estatales y también a nivel internacional, ya que regularmente las empresas que presentan estos proyectos son de capitales internacionales, públicos y/o privados.

## Sectores productivos involucrados
Uno de los aspectos para caracterizar los conflictos ambientales registrados en el mapa, está representado por el sector productivo o los proyectos de inversión vinculados. Para esto, se utilizan las categorías definidas por el Servicio de Evaluación Ambiental, las cuales representan los siguientes sectores:
- Agropecuario
  - Aguas.  "Chile vive en una encrucijada por la fiebre de la transición energética corporativa, donde los territorios están amenazados ante políticas públicas que impulsan correr el cerco de la extracción de bienes comunes naturales, profundizar sus impactos y entregarlos a disposición del mercado global”[6]
- Energía
- Equipamiento
- Forestal
- Infraestructura hidráulica
- Infraestructura portuaria
- Infraestructura de transporte
- Inmobiliario
- Instalaciones fabriles
- Minería
- Pesca y acuicultura
- Planificación territorial
- Saneamiento ambiental
- Otros

## Características generales
A la fecha se registran 131 conflictos ambientales en el Mapa, de los cuales 74 conflictos se encuentran activos, 33 latentes y 24 cerrados. Dentro de estos, el sector productivo más involucrado es el de Energía, con un 37%. Le sigue Minería, con un 27% y Saneamiento Ambiental, con un 8% Por otro lado, se destaca que el 34% se desarrolla en territorio indígena

## Otros catastros
Existen otras iniciativas que levantan información de los conflictos ambientales que ocurren en Chile, que complementan el mapa del INDH. Una de ellas es el registro que lleva el Observatorio Latinoamericano de Conflictos Ambientales, que a la fecha en su página web registra información acerca de 25 conflictos ambientales presentes a lo largo del país.
Por otro lado, el Atlas Global de Justicia Ambiental registra información de 76 conflictos ambientales desarrollados en el territorio nacional. Cabe destacar la aclaración que hacen en el portal de dicho atlas:

“El Atlas Global de Justicia Ambiental es un trabajo en progreso. Continuamente se agregan a la plataforma información y casos recientemente documentados. Sin embargo, muchos siguen indocumentados y surgen otros nuevos. Tenga en cuenta que la ausencia de datos no indica la ausencia de conflicto.” 

Adicionalmente, en mayo del 2024 en el marco del proyecto Tayú, financiado por la Unión Europea, la Fundación Terram publicó un catastro de conflictos socioambientales asociados a la degradación y/o destrucción de formaciones vegetacionales nativas en la Región de Valparaíso: Dicho catastro contiene un total de 33 conflictos, los cuales son categorizados según la causa principal del mismo, donde las categorías utilizadas son las siguientes
- Urbanización formal

- Loteos y parcelaciones
- Tomas de terrenos en bosques nativos de preservación
- Minería
- Generación y transmisión de energía
- Uso inadecuado de ecosistemas
- Obras portuarias
- Agricultura
- Construcción de caminos y carreteras

Sobre los resultados del catastro realizado por Fundación Terram, cabe destacar que el 27% de los conflictos ambientales de la Región de Valparaíso contemplan disputas sobre humedales.

## Zonas de sacrificio
Las zonas de sacrificio son territorios altamente afectados por los conflictos ambientales. Este concepto refiere a ciertos sectores con una masiva presencia de industrias, donde el desarrollo económico se genera a costa de la calidad de vida de las comunidades y biodiversidad. En Chile existen cinco zonas de sacrificio: Tocopilla, Huasco, Mejillones, Quintero-Puchuncaví y Coronel.